# Бармас
Бармас — река в России, протекает по Зилаирскому району Башкортостана. Длина реки составляет 13 км.
Начинается в сосново-берёзовом лесу между Петровкой и Бурзян-Елгой. Течёт в южном направлении через берёзово-сосновый и берёзово-дубовый лес. Устье реки находится в 46 км по правому берегу реки Баракал вблизи урочища Атик.

## Данные водного реестра
По данным государственного водного реестра России относится к Уральскому бассейновому округу, водохозяйственный участок реки — Сакмара от истока до впадения реки Большой Ик. Речной бассейн реки — Урал (российская часть бассейна).
Код объекта в государственном водном реестре — 12010000512112200005140.